# Adžán Čá
Ctihodný Adžán Čá Subható (Ajahn Chah Subhatto, Chao Khun Bodhinyanathera, thajsky:ชา สุภัทโท , někdy titulovaný Luang Po nebo Phra) (17. června 1918, Thajsko – 16. ledna 1992), byl jedním z největších buddhistických meditačních učitelů 20. století. Díky svému neformálnímu a přímému stylu výuky měl obrovský vliv na rozvoj Theravádového buddhismu po celém světě.
Ctihodný Adžán Čá byl velmi vlivným a nejspíše i nejznámějším zástupcem thajské lesní tradice, jejíž členové praktikují asketické praktiky známé jako dhutanga (tudong) k prohloubení své spirituální praxe. K praktikám patří například pouze jedno jídlo denně, spaní venku pod stromem nebo život na hřbitově či v divočině. K praxi dhutanga patří též meditace samathá a vipassaná.
V severním Thajsku založil Adžán Čá několik klášterů, nejznámějšími jsou Wat Pah Pong a Wat Pah Nanachat. Pod Wat Pah Pong spadá nyní asi 250 menších klášterů a 10 meditačních center pro laiky, které jsou rozmístěné po celém světě.
Sám Adžán Čá nic nepublikoval, přesto existují audio a video nahrávky jeho proslovů a jeho žáci sepsali kompilace jeho přednášek, které jsou v mnoha překladech snadno dostupné zdarma na internetu.
Na pohřeb Adžána Čá v roce 1992 přišlo přes milión lidí včetně thajské královské rodiny.